# Fórmulas de Cardano
As fórmulas de Cardano são fórmulas para a solução de equações cúbicas (equações do terceiro grau) reduzidas. Foram publicadas (juntamente com outras fórmulas para a solução de equações quárticas (equações do quarto grau)) a primeira vez em 1545 pelo matemático Girolamo Cardano em seu livro Ars magna. As equações para a solução de equações cúbicas reduzidas foram descobertas por Niccolò Tartaglia, e segundo Cardano ainda antes por Scipione del Ferro. A contribuição de Cardano foi o método para a redução da equação geral do terceiro grau para o caso especial.
As fórmulas de Cardano foram uma motivação fundamental para a introdução dos números complexos, pois no casus irreducibilis, pela extração da raiz quadrada de um número negativo, pode-se chegar a uma solução real. Este caso somente foi resolvido ca. 1600 por François Viète mediante trigonometria.
As fórmulas de Cardano atualmente não tem significado prático para uma solução puramente numérica da equação cúbica, pois a solução pode ser determinada pela programação do método de Newton em computadores. Mas continuam atuais quando se idealiza sua solução simbólica.

## Redução da equação geral de terceira ordem
A equação geral de terceiro grau
{\displaystyle Ax^{3}+Bx^{2}+Cx+D=0}
com números reais {\displaystyle A,} {\displaystyle B,} {\displaystyle C} e {\displaystyle D,} com {\displaystyle A\neq 0,} pode mediante divisão por {\displaystyle A} ser posteriormente representada na forma normal
{\displaystyle x^{3}+ax^{2}+bx+c=0.}
Aplicando a substituição {\displaystyle x=z-{\tfrac {a}{3}}} na forma normal, o coeficiente que multiplica {\displaystyle z^{2}}se torna nulo, resultando a forma reduzida:
{\displaystyle z^{3}+pz+q=0,}
sendo que 
{\displaystyle p=b-{\frac {a^{2}}{3}}}   e   {\displaystyle q={\frac {2a^{3}}{27}}-{\frac {ab}{3}}+c.}
Uma solução inicial para a forma reduzida é obtida da fórmula de Cardano e então, mediante substituição da variável auxiliar {\displaystyle x=z-{\tfrac {a}{3}}} a solução da equação original é determinada. As outras duas soluções, não necessariamente reais ou sequer distintas, podem ser obtidas pelo Algoritmo de Briot Ruffini, que resulta em uma equação quadrática cujas soluções podem ser determinadas por métodos convencionais.
Vale lembrar que algumas equações cúbicas que aparentam possuir somente uma raiz ao senso comum, podem possuir duas raízes complexas distintas, como é o caso de{\displaystyle x^{3}-1=0,} que possui solução trivial {\displaystyle x=1,} mas também é satisfeita por {\displaystyle x=-{\tfrac {1}{2}}\pm {\tfrac {\sqrt {3}}{2}}i.}

## Fórmula de Cardano para solução da forma reduzida z³ + pz + q = 0
Diferentemente da equação quadrática, no caso da equação cúbica é necessário considerar números complexos, especialmente quando as três raízes são reais.
As três raízes são obtidas pela substituição {\displaystyle z=u+v:} Então
{\displaystyle z^{3}=\left(u+v\right)^{3}=u^{3}+3uv\left(u+v\right)+v^{3}=3uvz+u^{3}+v^{3}}
e a comparação dos coeficientes fornece
{\displaystyle -p=3uv} e {\displaystyle -q=u^{3}+v^{3}.}
Assim, chegamos a
{\displaystyle z={\sqrt[{3}]{-{\frac {q}{2}}-{\sqrt {{\frac {q^{2}}{4}}+{\frac {p^{3}}{27}}}}}}+{\sqrt[{3}]{-{\frac {q}{2}}+{\sqrt {{\frac {q^{2}}{4}}+{\frac {p^{3}}{27}}}}}}.}
Relembrando, {\displaystyle x=z-{\frac {a}{3}}.}
Um fato interessante é que, muitas vezes, essa fórmula descreve um resultado como a soma de duas raízes cúbicas de números complexos. Todavia, ao serem calculadas, as partes imaginárias somadas se anulam, entregando como soma um número perfeitamente real. Esse fato um tanto quanto intrigante à época foi um forte estopim para o desenvolvimento da investigação acerca de números além de {\displaystyle \mathbb {R} }, inicialmente tidos como gambiarras para a resolução de problemas ou números imaginários e, posteriormente, formalizados como um novo conjunto de números sobre os reais: os números complexos.
Vale lembrar que, mesmo resultando em um número não real, ao se aplicar o algoritmo de Briot Ruffini, citado acima, chegará a uma equação de segundo grau que pode ou não conter números reais.

## Dedução detalhada
Depois de reduzir a equação completa a {\displaystyle z^{3}+pz+q=0} e substituir {\displaystyle z} por {\displaystyle u+v,} chega-se a
{\displaystyle u^{3}+3u^{2}v+3uv^{2}+v^{3}+pu+pv+q=0,}
o que pode ser reescrito como
{\displaystyle (u^{3}+v^{3})+(u+v)(3uv+p)+q=0.}
Há infinitos pares {\displaystyle u} e {\displaystyle v} que somados resultam em {\displaystyle z.} Portanto, escolhe-se o par tal que
{\displaystyle u^{3}+v^{3}=-q.}
Dessa forma, a equação obtida pela substituição pode ser reescrita de forma mais compacta como
{\displaystyle (u+v)(3uv+p)=0.}
Não é necessário considerar o caso em que {\displaystyle u+v=0}pois a equação inicial seria trivial com {\displaystyle q=0,} podendo ser resolvida por fatoração. Logo, considera-se que
{\displaystyle 3uv+p=0\Rightarrow }
{\displaystyle uv=-{\frac {p}{3}}.}
Considerando-se as relações entre soma e produto de raízes ditas pelas relações de Girard para equações mônicas do segundo grau, é possível definir
{\displaystyle u^{3}v^{3}={-p^{3} \over 27}}
{\displaystyle u^{3}+v^{3}=-q}
e chegar à equação em {\displaystyle w}
{\displaystyle w^{2}+qw-{\frac {p^{3}}{27}}=0}
que tem como soluções {\displaystyle u^{3}}e {\displaystyle v^{3},} descritas pela fórmula de Bháskara. Dessa forma, é imediato que
{\displaystyle u={\sqrt[{3}]{-{\frac {q}{2}}+{\sqrt {{\frac {q^{2}}{4}}+{\frac {p^{3}}{27}}}}}}} e
{\displaystyle v={\sqrt[{3}]{-{\frac {q}{2}}-{\sqrt {{\frac {q^{2}}{4}}+{\frac {p^{3}}{27}}}}}}.}
Mas como
{\displaystyle z=u+v,\Rightarrow }
{\displaystyle z={\sqrt[{3}]{-{\frac {q}{2}}+{\sqrt {{\frac {q^{2}}{4}}+{\frac {p^{3}}{27}}}}}}+{\sqrt[{3}]{-{\frac {q}{2}}-{\sqrt {{\frac {q^{2}}{4}}+{\frac {p^{3}}{27}}}}}},} o que encerra a prova.